# Mòmia Nesi
La mòmia Nesi és una mòmia d'infant de cinc anys que forma part de l'anomenada col·lecció Toda de la Biblioteca Museu Víctor Balaguer de Vilanova i la Geltrú. La peça és originària de Tebes (Egipte) i segons Eduard Toda, es tracta d'una mòmia d'infant datada a la dinastia XX

## Context històric
La dinastia XX, a la qual pertany la mòmia Nesi, fou una dinastia de l'antic Egipte que va marcar el final del Regne Nou (o Imperi Nou) vers el 1186 fins a una data pròxima al 1070 aC. Els fets més simbòlics d'aquests període són el regnat de Ramsés II i la conquesta de Nubia, així com la construcció dels temples d'Abu Simbel després de la batalla de Cadeix. El descobriment de les antiguitats i diverses excavacions realitzades des dels inicis de l'edat moderna van dirigir l'atenció científica cap a la civilització egípcia i es va despertar un gran interès arreu del món.

## Història
La peça forma part de la col·lecció d'antiguitats egípcies que Eduard Toda va portar quan va tornar de la seva estada com a cònsol espanyol al Caire entre 1884 - 1886. Segons diverses fonts, en el moment en què Toda retornà i hagué de passar l'aduana, com no sabia com declarar-la la mòmia va passar com a bacallà sec.
El mateix any 1886 Eduard Toda va dividir la col·lecció i va regalar una part dels objectes al recent museu vilanoví que havia fundat el seu amic Víctor Balaguer i la resta la va cedir al Museu Arqueològic Nacional d'Espanya.
La primera referència documental a la mòmia és del 29 de maig de 1885, moment en què Víctor Balaguer li notificà al bibliotecari, Joan Oliva i Milà, que Eduard Toda ha regalat la mòmia. La mòmia està datada, aproximadament, en el Baix imperi d'Egipte, ja que la utilització de plantilles de cartró (en aquest cas les trobem sobre el pit i les cames) en les mòmies va començar al període saïta (dinastia XXVI) i es va generalitzar durant l'època grecoromana.

### Presentació a Catalunya
Eduard Toda va donar una conferència el 16 de maig de 1886 on explicà en detall les excursions que va fer per Egipte i el significat i ús dels objectes que regalà al Museu Balaguer. Contava que l'1 de febrer del 1886 en l'expedició arqueològica a l'Alt Egipte dirigida pel professor Gaston Maspero a Deir al-Madinah, prop dels colossos de Mèmnon. Es descobrí en aquell moment la tomba de Sennedjem, un hipogeu intacte des de feia més de 3.000 anys. La cambra funerària no havia estat oberta d'ençà que la tancaren i això ho assegurava la porta de fusta que encara estava tancada, amb el passador tancat i segellat. La cambra estava intacta i conservava les mòmies, els sarcòfags, les ofrenes i altes equips funeraris. D'aquest sepulcre pertany la mòmia nesi donada al Museu Víctor Balaguer.
En la citada conferència que donà Eduard Toda el 1886, l'arqueòleg atribuí aquesta mòmia a la dinastia XX i traduí els jeroglífics de les plantilles que té sobre el cos.

## Descripció
La mòmia Nesi és una mòmia d'un infant d'uns 5 anys de sexe indeterminat. Fa uns 83 centímetres de llargada per 19 centímetres d'amplada i uns 15,5 centímetres de profunditat. El cos momificat està embolcallat amb una bena de tela de lli i conserva a sobre dues plantilles policromades amb jeroglífics.

### Plantilles

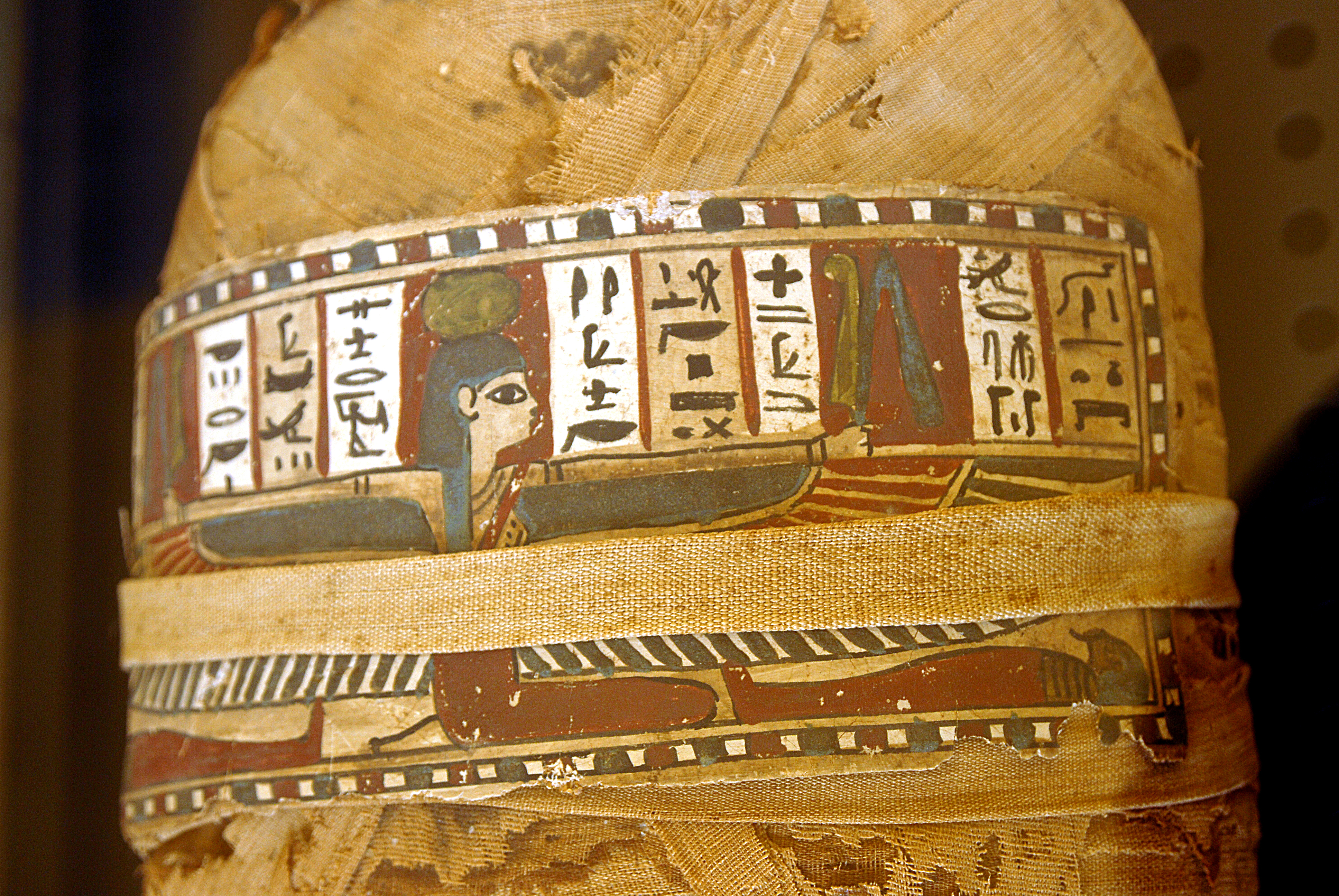
Detall superior de la plantilla

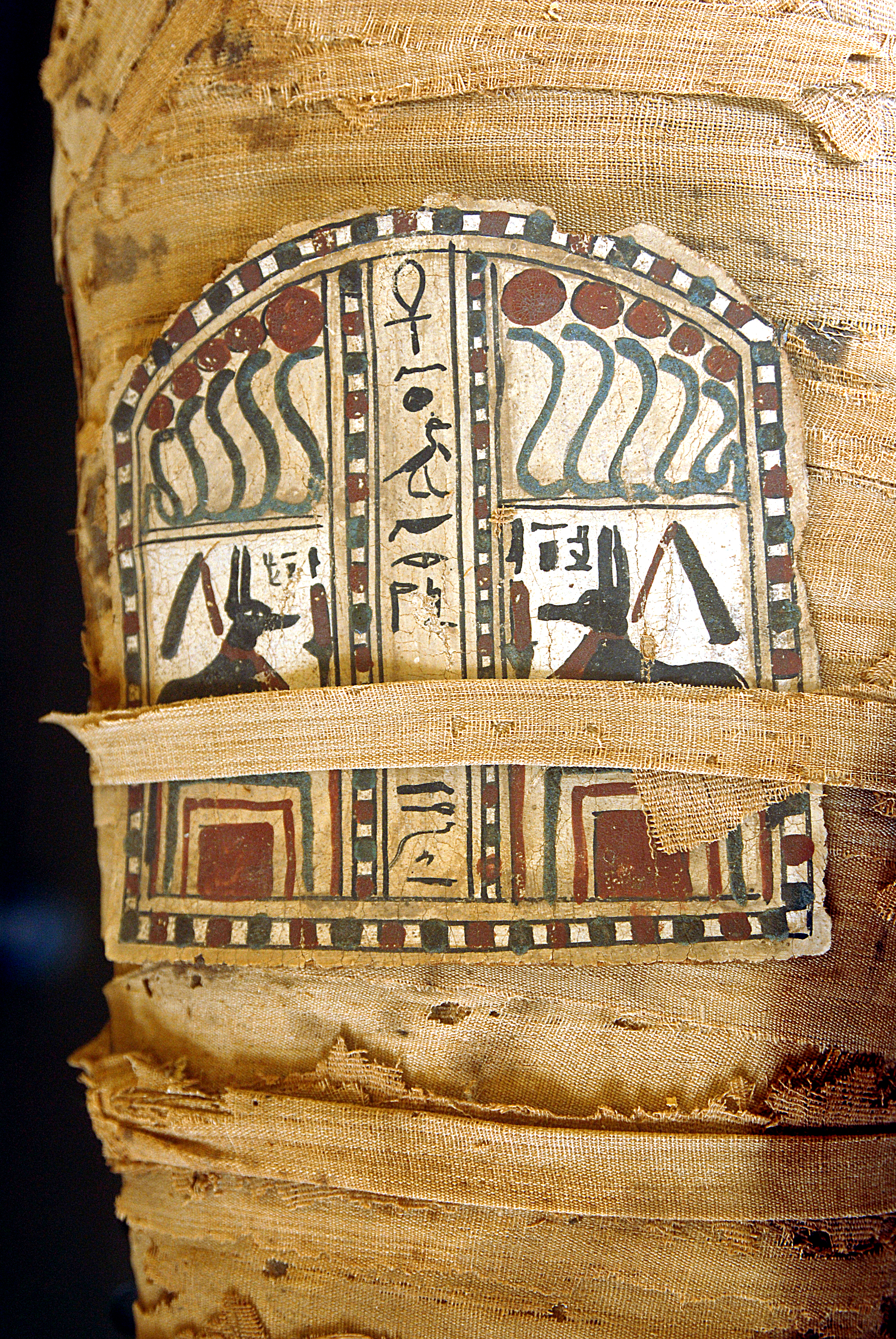
Detall inferior de la plantilla

Les mòmies després de ser completament embenades es decoraven amb tot un seguit de cartrons policromats on hi havia dibuixos, jeroglífics, decoracions geomètriques, etc. Nesi està coberta per dues plantilles policromades sobre el pit i les cames que es subjecten a partir d'unes benes que es disposen de manera horitzontal.
La primera plantilla, a la part superior de la mòmia, té un text jeroglífic amb una fórmula convencional de la deessa Nut protegint al difunt. La traducció dels jeroglífics van ser traduïts pel mateix Eduard Toda que diria: "Paraules de la deessa Nut: Sóc aquí per a protegir-te i m'estenc sobre teu rebutjant tots els mals". La plantilla de la part inferior, que es troba sobre les cames, diu: "Viva és la teva ànima, oh Osiris Nesi, justa de veu eternament".
Tanmateix, els estudis duts a terme per Llorenç Baqués determinaran que la transcripció de la plantilla hauria de ser: " Viva és la teva ànima Osiris... just de veu, eternament". La traducció quedaria incompleta perquè en la plantilla hi ha un espai en blanc de 25 mm d'alçada sense jeroglífics pintats i tampoc hi ha traces que n'hi hagués hagut algun cop. Segurament aquest espai en blanc estaria reservat al nom del difunt. A banda i banda de la columna del jeroglífic hi ha dos registres simètrics i afrontats, amb un fris de cobres i el xacal Anubis sobre un náos.

### Radiografia
La mòmia va ser radiografiada per Porta i Xarrié i les radiografies van ser estudiades per Domènec Campillo. Segons aquest autor es tracta de la mòmia d'un infant de cinc anys, normalment constituït i sense signes patològics, per això no es pot determinar el sexe de l'infant. En una fitxa elaborada per Maria Biscarri determina que a partir de les imatges extretes de la mòmia permeten observar la totalitat de l'esquelet que està format per ossos dislocats a nivell del tronc. A l'interior del crani s'observen unes masses denses occipitals, que probablement corresponguin a substàncies minerals utilitzades en el procediment de momificació.

## El nomNesi
Baqués suggereix que la possible atribució del nom de Nesi podria explicar-se si la mòmia hagués posseït un sarcòfag més explícit, peça que potser Toda va poder veure però que no comprà pel possible mal estat de conservació de dit sarcòfag. Aquesta possibilitat quedà refermada anys més tard amb la descoberta de la documentació inèdita de Toda on, per exemple, explica que onze mòmies estaven cadascuna amb la seva caixa però que es van anar desfent abans d'arribar al vaixell on havien de transportar-les al museu de Boulaq.
El nom de Nesi juntament amb els altres noms com Nesjons, Nesisis, Nesptah, Nespanebauib, etc. es poden atribuir tant a homes com a dones. Tots aquests noms presenten una relació entre ells. Per exemple, Neisis pot traduir-se com «ell (o ella) pertany a Isis», Nesptha com «ell (o ella) pertany a Ptah», etc.
Per tant, Nesi seria l'abreviatura d'un nom més llarg. Se sap que a partir de la dinastia XXII era un nom per a homes i que a partir de la dinastia XVIII va ser utilitzat per a dones.

## Conservació

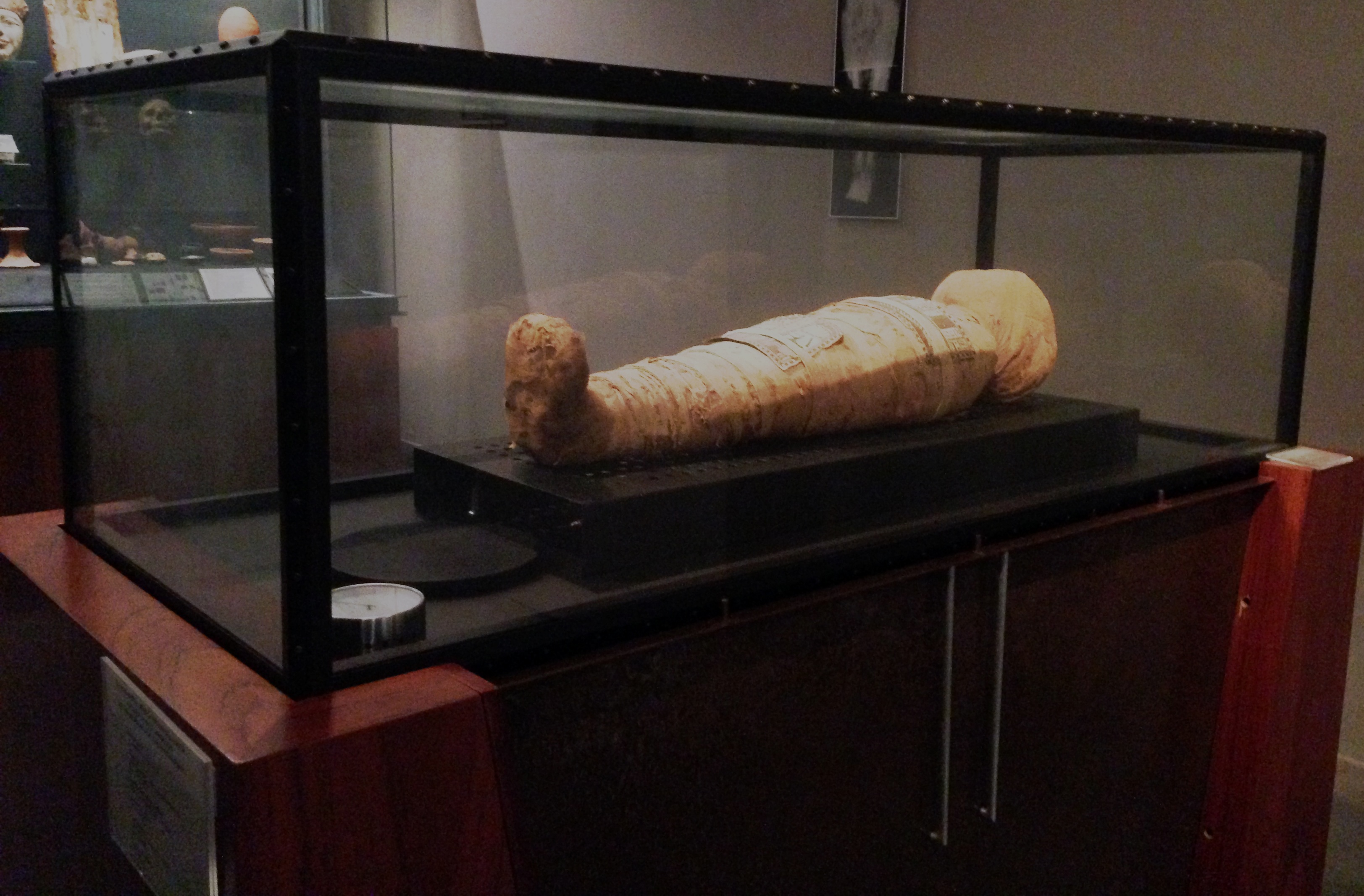
Vista general de la mòmia Nesi, i de la vitrina actual.

Degut a la seva fragilitat, l'any 1986 la Biblioteca Museu Víctor Balaguer, en col·laboració amb el Getty Research Institute i l'empresa de serveis Mètode van procedir a instal·lar a la mòmia en una nova vitrina, donat que patia problemes de conservació.
La nova vitrina, segellada hermèticament, posseeix uns sensors que mesuren els nivells d'oxigen, humitat relativa i temperatura. Tanmateix, també disposa de gas inert i es troba totalment estanc, fet pel qual tot l'oxigen queda absorbit, protegint la peça de la putrefacció de la matèria orgànica. El vidre de la vitrina disposa d'un filtre ultraviolat i un colorant que evita els danys produïts per la llum.

## Icona

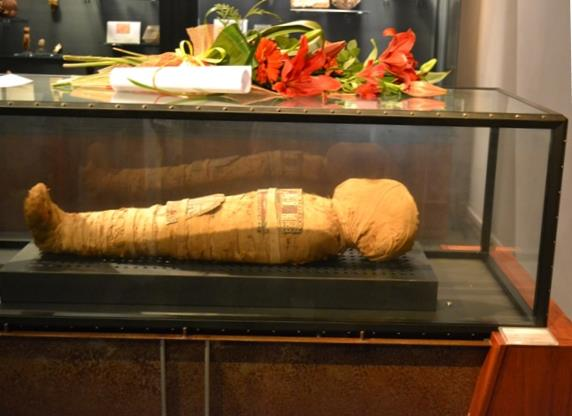
Ofrena floral a la Nesi

En tractar-se d'una peça tan singular ha fet que esdevingui un símbol popular per a la ciutat de Vilanova i la Geltrú. Per exemple, la mòmia rep anualment una ofrena floral per part de La Unió Vilanovina, entitat que va proclamar la Nesi com a presidenta d'Honor de l'associació. A més a més, la mòmia Nesi és el logotip de les activitats infantils que es duen a terme a la Biblioteca Museu Víctor Balaguer, el disseny del qual ha estat obra de l'il·lustrador Sebastià Serra.

## Exposicions
- 1991 — Vida i mort a l'antic Egipte
- 2008 — Del Nil a Catalunya

## Galeria

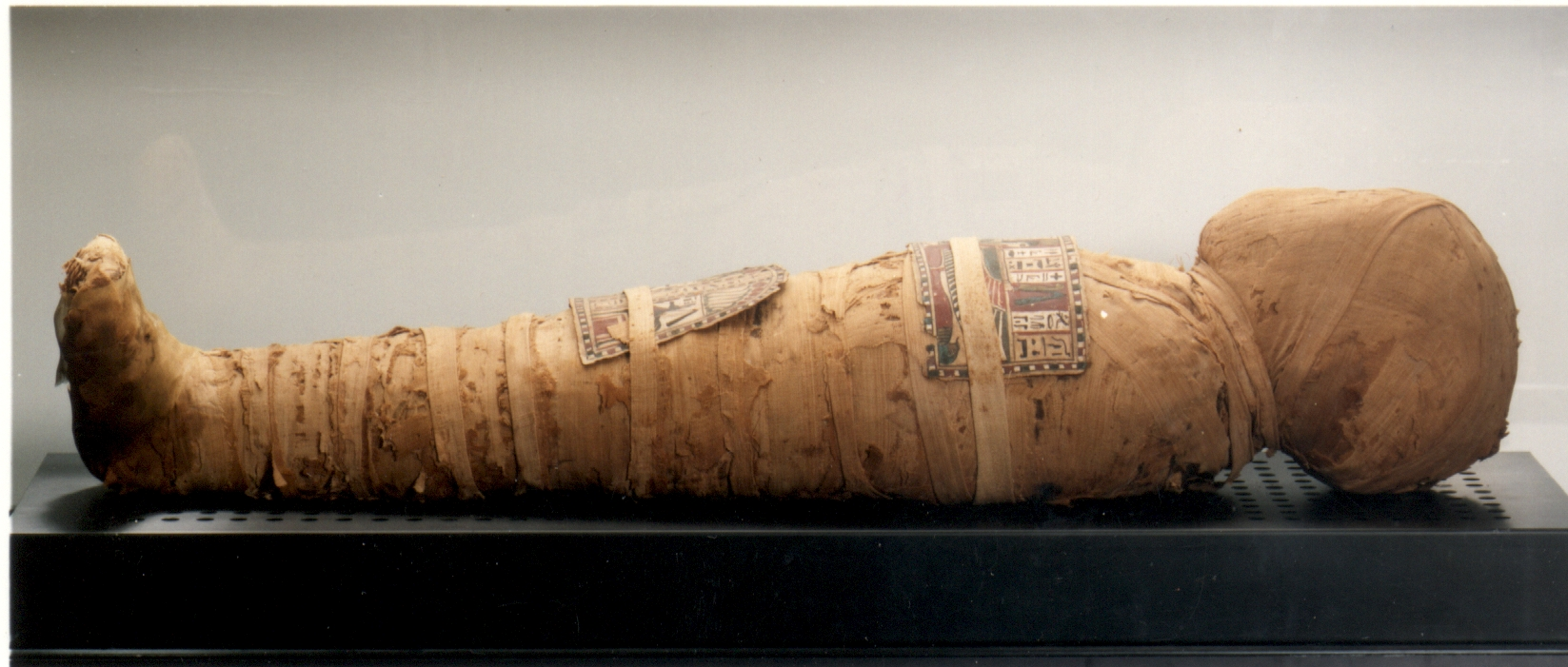
Mòmia Nesi BMVB 2964
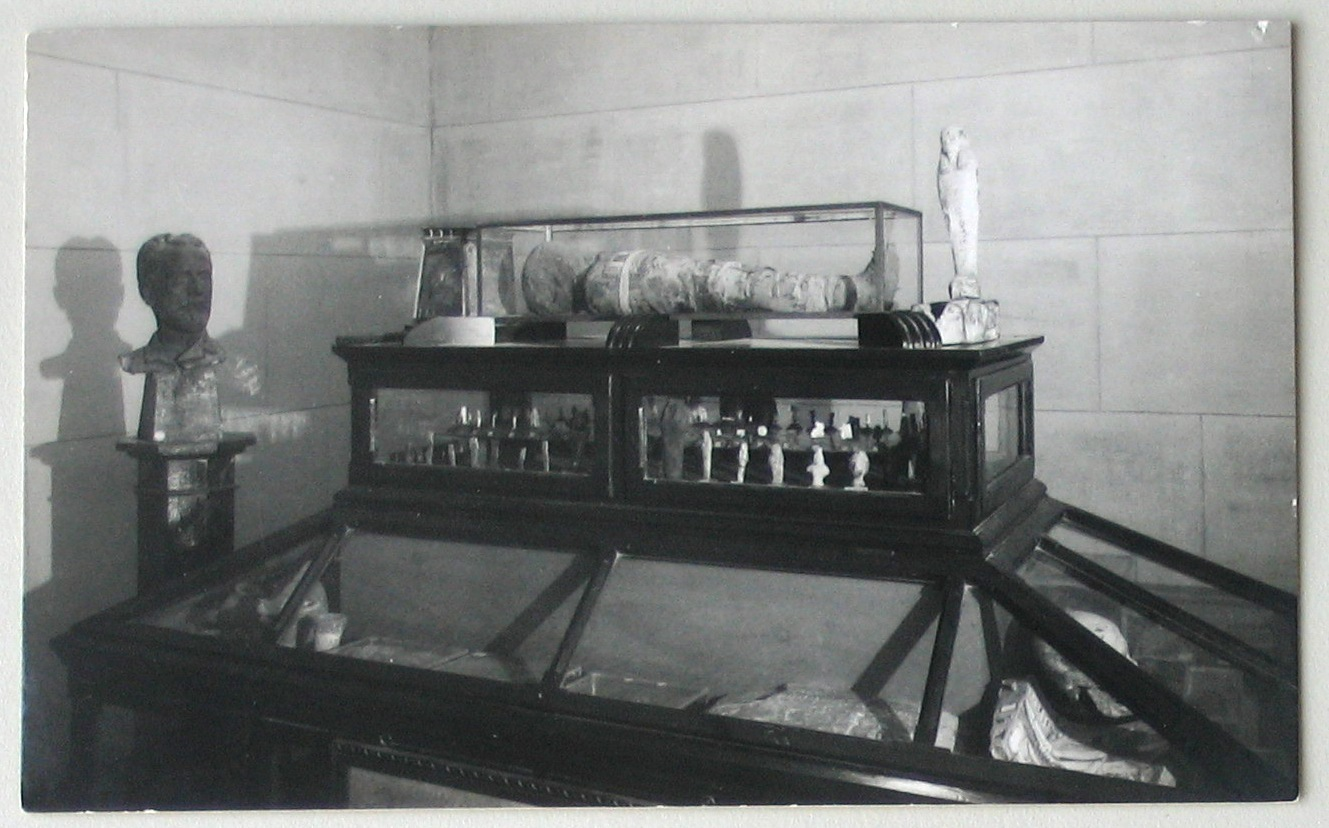
Antic emplaçament de la mòmia Nesi, vitrina antiga.
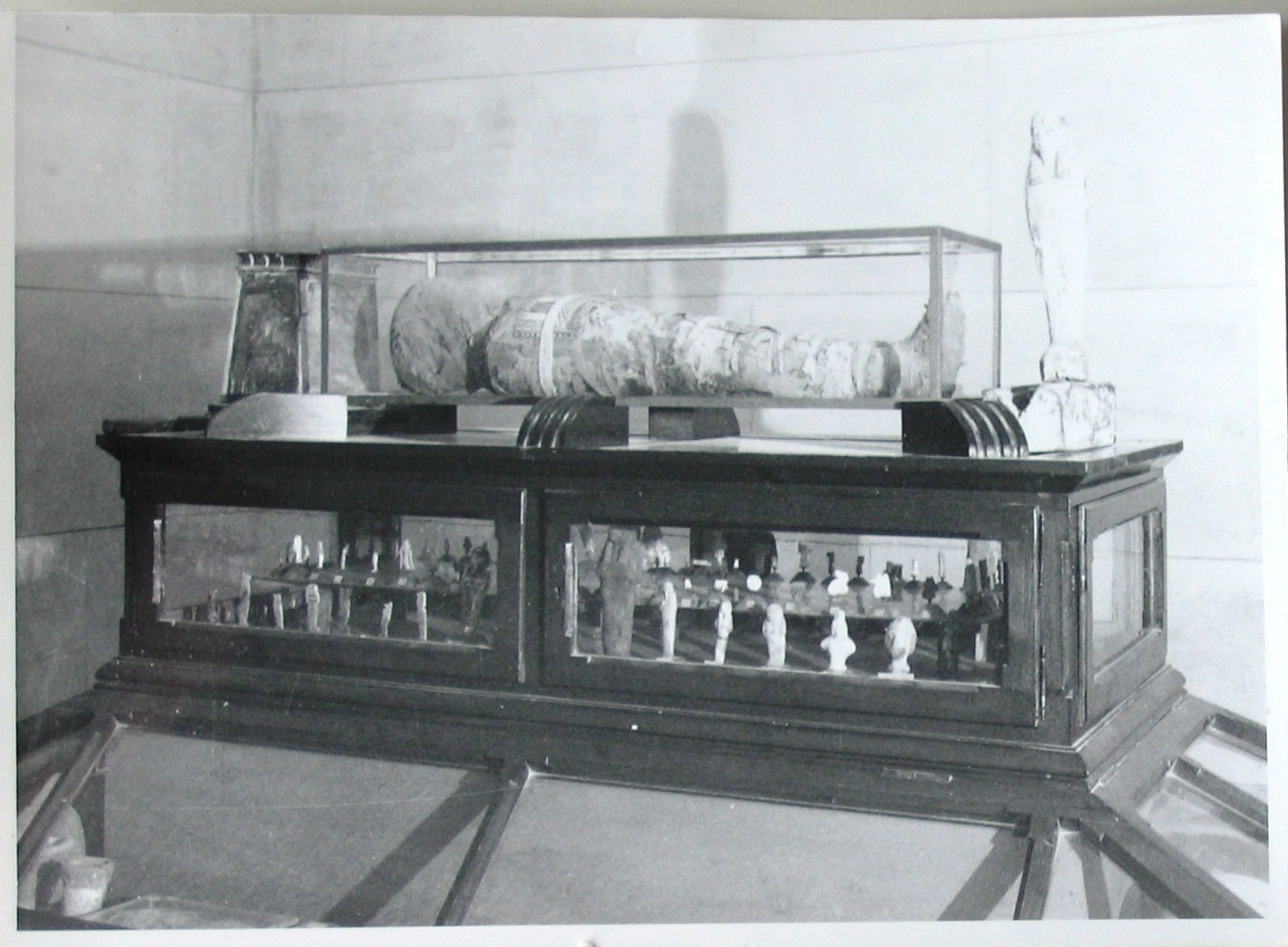
Antic emplaçament de la mòmia Nesi, vitrina antiga.
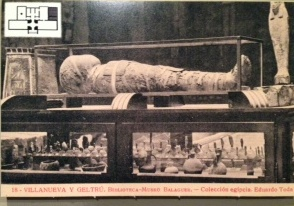
Fotografia de la mòmia Nesi que inclou situació de la peça dins en museu en l'antiga disposició.
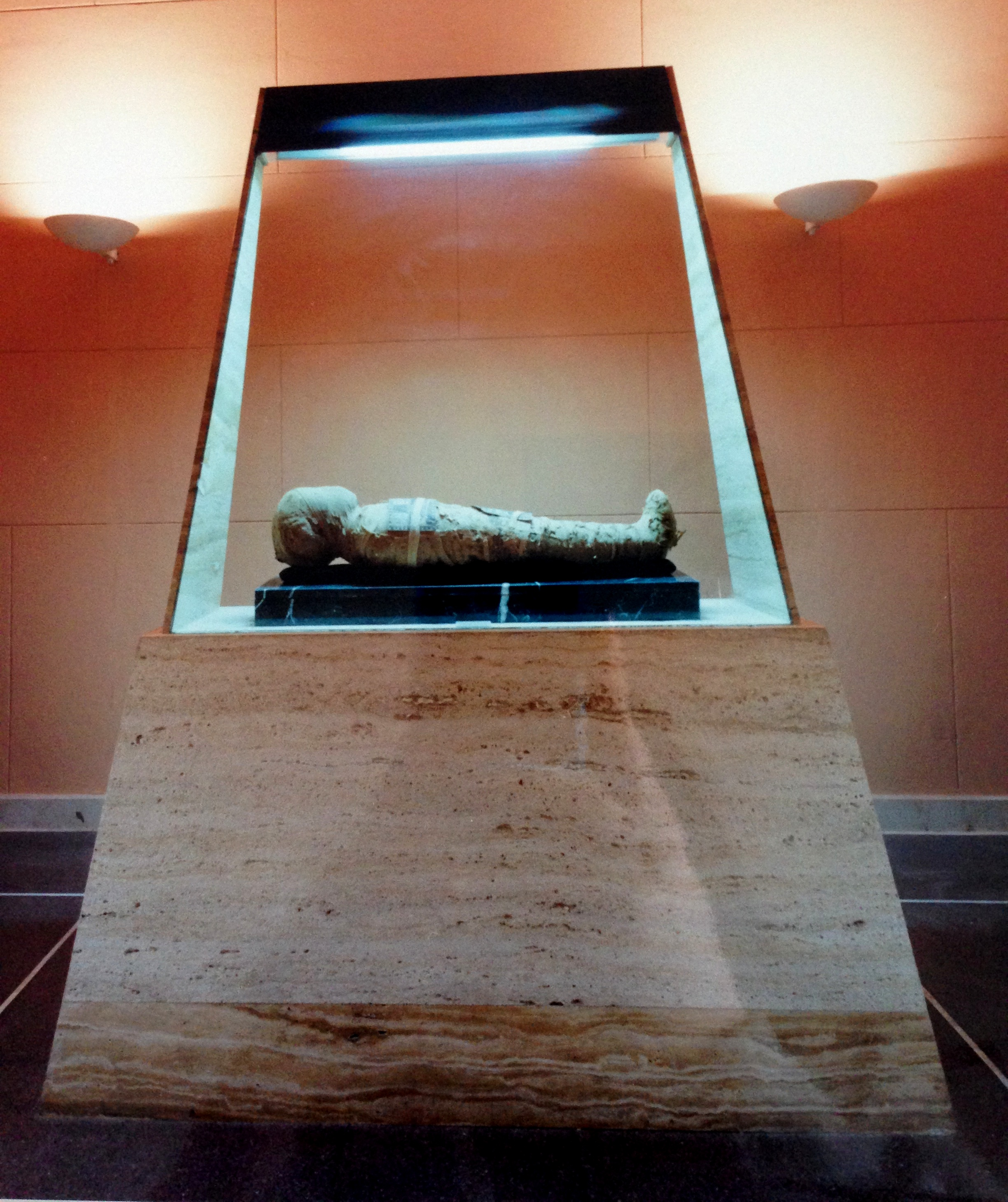
Antiga vitrina on s'exposava la mòmia Nesi.
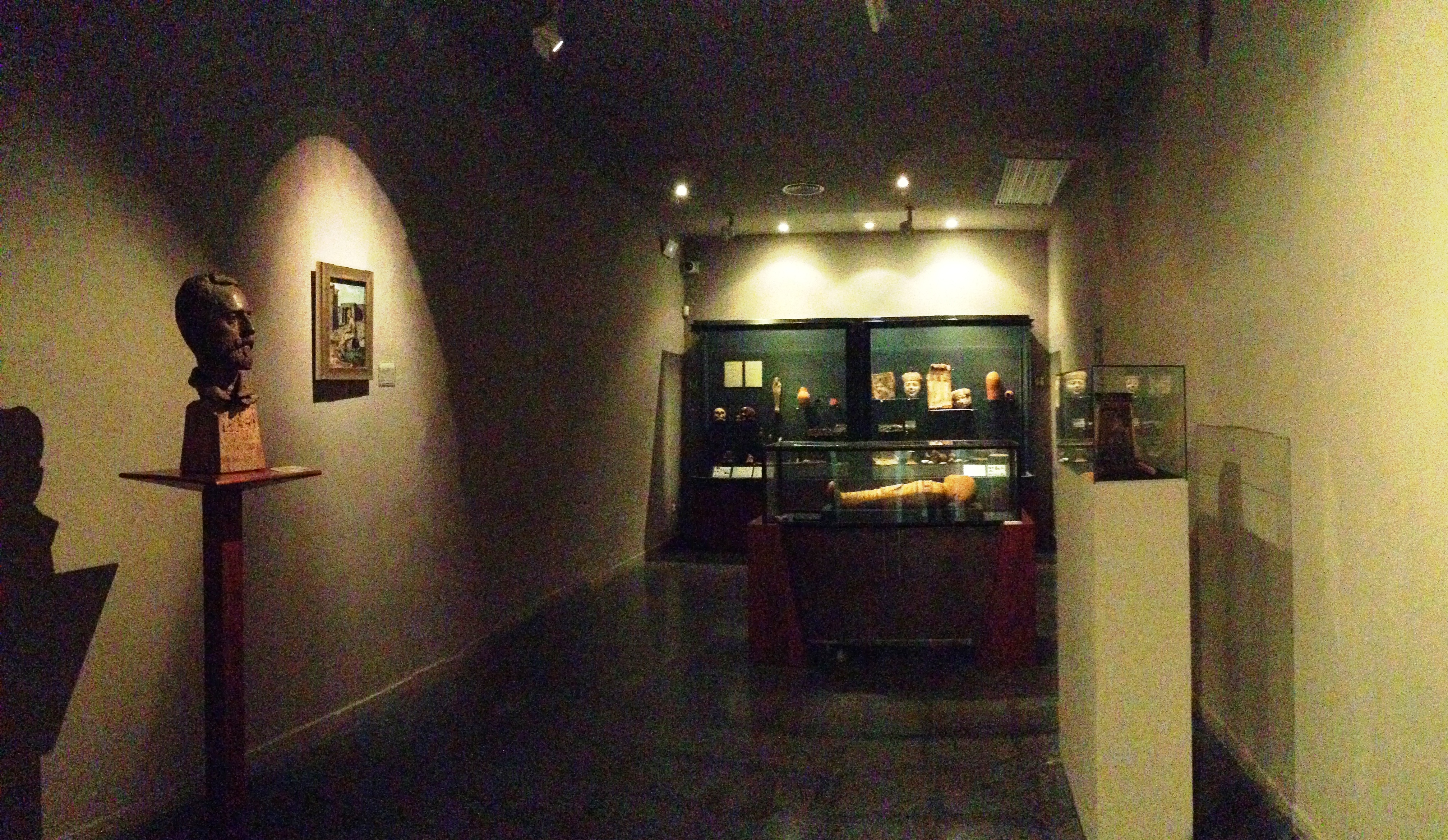
Panoràmica de la Sala Egípcia on actualment es troba exposada la mòmia Nesi.